# Смолёво (сельское поселение Соболевское)
Смолёво или Смо́лево — деревня в Орехово-Зуевском муниципальном районе Московской области. Входит в состав сельского поселения Соболевское. Население — 99 чел. (2010).

## География
Деревня Смолёво расположена в юго-западной части Орехово-Зуевского района, примерно в 31 км к юго-западу от города Орехово-Зуево. В 1 км к западу от деревни протекает река Тетёрка. Высота над уровнем моря 128 м. В деревне 2 улицы — Колхозная и Разъезд 73 км, зарегистрировано 21 садовое общество. Ближайшие населённые пункты — деревни Лопаково и Минино. В деревне находится железнодорожная станция Смолёво (73 километр).

## Название
Название связано с некалендарным личным именем Смолев.

## История
По легенде, деревню основали пять братьев Соколовых, пришедших сюда «из Польши». Это могли быть уроженцы старообрядческой Ветки, находившейся в составе Речи Посполитой. После двух «выгонок» в XVIII веке некоторая часть староверов попала в европейскую часть России, в том числе и в Гуслицы. Однако селение с его многочисленными Соколовыми было известно и ранее. Скорее всего, их предки пришли сюда и основали деревню ещё в XVI веке после войн с Польшей.
В 1926 году деревня являлась центром Смолевского сельсовета Карповской волости Богородского уезда Московской губернии, имелась лавка.
С 1929 года — населённый пункт в составе Куровского района Орехово-Зуевского округа Московской области, с 1930-го, в связи с упразднением округа, — в составе Куровского района Московской области. В 1959 году, после того как был упразднён Куровской район, деревня была передана в Орехово-Зуевский район.
До муниципальной реформы 2006 года Смолёво входило в состав Соболевского сельского округа Орехово-Зуевского района.

## Население
В 1926 году в деревне проживало 417 человек (172 мужчины, 245 женщин), насчитывалось 99 хозяйств, из которых 82 было крестьянских. По переписи 2002 года — 88 человек (31 мужчина, 57 женщин).
| 1926 | 2002 | 2006 | 2010 |
| ---- | ---- | ---- | ---- |
| 417  | ↘88  | ↗93  | ↗99  |